# E106 (trasa europejska)
E106 – byłe oznaczenie drogi międzynarodowej w Europie w latach 1968–1983, przebiegającej na obszarze Anglii.
Droga E106 miała ustalony przebieg Northampton – Crick – Leicester – Nottingham – Sheffield – Leeds oraz łączyła się z trasami E33, E109 i E114.
Oznaczenie to obowiązywało do początku lat 80., kiedy wprowadzono nowy system numeracji tras europejskich. Od tamtej pory numer E106 pozostaje nieużywany.

## Historyczny przebieg E106
Lista dróg opracowana na podstawie materiału źródłowego
| Wielka Brytania | autostrada M1: Northampton – Crick – Leicester – Nottingham – Sheffield – Leeds |